# Csömöri-patak
Csömöri-patak är ett vattendrag i Ungern. Det ligger i den centrala delen av landet, 11 km norr om huvudstaden Budapest.